# Esdilases
Esdilases (en grec: Ἐσδιλάσας) va ser un líder tribal morisc actiu durant la rebel·lió a la província de Bizacena. El 534 i el 535, figura entre els líders moriscos que es van rebel·lar contra l'autoritat romana a l'Àfrica. A finals del 534, ell, juntament amb els líders tribals amazics Cutzines, Jurfutes i Medisinises, va derrotar als oficials de l'exèrcit romà d'Orient Aigan i Rufí. El 535, però, els rebels van ser derrotats pel comandant Salomó, primer a Mammes, després a Burgaó. Després de la derrota de Burgaó es va rendir i va ser portat a Cartago. 